# Hollandia az 1976. évi nyári olimpiai játékokon
Hollandia a kanadai Montréalban megrendezett 1976. évi nyári olimpiai játékok egyik részt vevő nemzete volt. Az országot az olimpián 11 sportágban 108 sportoló képviselte, akik összesen 5 érmet szereztek.

## Érmesek
| Érem  | Versenyző | Sportág       | Versenyszám                |
| ----- | --- | ------------- | -------------------------- |
| Ezüst | Herman Ponsteen | Kerékpározás  | Férfi egyéni üldözőverseny |
| Ezüst | Eric Swinkels | Sportlövészet | Skeet                      |
| Bronz | Enith Brigitha | Úszás         | Női 100 m gyors            |
| Bronz | Enith Brigitha | Úszás         | Női 200 m gyors            |
| Bronz | Nemzeti válogatott Alex Boegschoten Ton Buunk Piet de Zwarte Andy Hoepelman Evert Kroon Nico Landeweerd Hans Smits Gijze Stroboer Rik Toonen Hans van Zeeland Jan Evert Veer | Vízilabda     | Férfi                      |

## Atlétika
Férfi
| Versenyző    | Versenyszám | Előfutam | Előfutam | Előfutam | Elődöntő | Elődöntő | Elődöntő | Döntő    | Döntő    |
| Versenyző    | Versenyszám | Idő      | Hely.    | Össz.    | Idő      | Hely.    | Össz.    | Idő      | Helyezés |
| ------------ | ----------- | -------- | -------- | -------- | -------- | -------- | -------- | -------- | -------- |
| Evert Hoving | 800 m       | 1:48,99  | 6.       | 29.      | kiesett  | kiesett  | kiesett  | kiesett  | kiesett  |
| Evert Hoving | 1500 m      | 3:45,00  | 5.       | 30.      | kiesett  | kiesett  | kiesett  | kiesett  | kiesett  |
| Jos Hermens  | 10 000 m    | 28:16,07 | 4.       | 8.       |          |          |          | 28:25,04 | 10.      |
| Jos Hermens  | Maraton     |          |          |          |          |          |          | 2:19:48  | 25.      |

| Versenyző      | Versenyszám | 100 m | 100 m | Távolugrás | Távolugrás | Súlylökés | Súlylökés | Magasugrás | Magasugrás | 400 m   | 400 m | 110 m gát        | 110 m gát        | Diszkoszvetés | Diszkoszvetés | Rúdugrás      | Rúdugrás      | Gerelyhajítás | Gerelyhajítás | 1500 m        | 1500 m        | Végeredmény   | Végeredmény   |
| Versenyző      | Versenyszám | Idő   | Pont  | Eredmény   | Pont       | Eredmény  | Pont      | Eredmény   | Pont       | Idő     | Pont  | Idő              | Pont             | Eredmény      | Pont          | Eredmény      | Pont          | Eredmény      | Pont          | Idő           | Pont          | Pont          | Helyezés      |
| -------------- | ----------- | ----- | ----- | ---------- | ---------- | --------- | --------- | ---------- | ---------- | ------- | ----- | ---------------- | ---------------- | ------------- | ------------- | ------------- | ------------- | ------------- | ------------- | ------------- | ------------- | ------------- | ------------- |
| Eltjo Schutter | Tízpróba    | 11,17 | 823   | 712 cm     | 842        | 11,74 m   | 591       | 180 cm     | 627        | 2:20,43 | 000   | nem állt rajthoz | nem állt rajthoz | nem ért célba | nem ért célba | nem ért célba | nem ért célba | nem ért célba | nem ért célba | nem ért célba | nem ért célba | nem ért célba | nem ért célba |

Női
| Versenyző    | Versenyszám | Selejtező | Selejtező | Döntő    | Döntő    |
| Versenyző    | Versenyszám | Eredmény  | Helyezés  | Eredmény | Helyezés |
| ------------ | ----------- | --------- | --------- | -------- | -------- |
| Ria Ahlers   | Magasugrás  | 180 cm    | 4.**      | 184 cm   | 12.*     |
| Ciska Jansen | Távolugrás  | 610 cm    | 18.       | kiesett  | kiesett  |

* - két másik versenyzővel azonos eredményt ért el

** - nyolc másik versenyzővel azonos eredményt ért el

## Evezés
Férfi
| Versenyző                                                                          | Versenyszám              | Előfutam | Előfutam | Vigaszág | Vigaszág | Elődöntő | Elődöntő | Döntő | Döntő   | Döntő | Helyezés |
| Versenyző                                                                          | Versenyszám              | Idő      | Hely.    | Idő      | Hely.    | Idő      | Hely.    | Típus | Idő     | Hely. | Helyezés |
| ---------------------------------------------------------------------------------- | ------------------------ | -------- | -------- | -------- | -------- | -------- | -------- | ----- | ------- | ----- | -------- |
| Jan van der Horst Willem Boeschoten                                                | Kormányos nélküli kettes | 6:59,99  | 4.       | 6:55,37  | 1.       | 6:36,84  | 4.       | B     | 7:31,40 | 4.    | 10.      |
| Adrie Klem Evert Kroes Martin Baltus Gert Jan van Woudenberg Jos Ruijs (kormányos) | Kormányos négyes         | 6:38,95  | 1.       | erőnyerő | erőnyerő | 6:18,61  | 5.       | B     | 6:53,55 | 4.    | 10.      |

Női
| Versenyző | Versenyszám      | Előfutam | Előfutam | Vigaszág | Vigaszág | Döntő | Döntő   | Döntő | Helyezés |
| Versenyző | Versenyszám      | Idő      | Hely.    | Idő      | Hely.    | Típus | Idő     | Hely. | Helyezés |
| --- | ---------------- | -------- | -------- | -------- | -------- | ----- | ------- | ----- | -------- |
| Ingrid Munneke-Dusseldorp | Egypárevezős     | 3:49,29  | 3.       | 4:05,02  | 2.       | A     | 4:18,71 | 5.    | 5.       |
| Andrea Vissers Helie Klaasse | Kétpárevezős     | 3:31,17  | 2.       | 3:47,80  | 3.       | B     | 4:03,37 | 1.    | 7.       |
| Liesbeth Vosmaer-de Bruin Hette Borrias Myriam van Rooyen-Steenman Ans Gravesteijn Monique Pronk (kormányos)                                                                        | Kormányos négyes | 3:23,94  | 2.       | 3:39,88  | 1.       | A     | 3:54,36 | 5.    | 5.       |
| Karin Abma Joke Dierdorp Barbara de Jong Annette Schortinghuis-Poelenije Marleen van Rij Maria Kusters-ten Beitel Liesbeth Pascal-de Graaff Loes Schutte Evelien Koogje (kormányos) | Nyolcas          | 3:06,78  | 4.       | 3:21,44  | 6.       | B     | 3:35,87 | 2.    | 8.       |

## Gyeplabda
| Holland férfi gyeplabdacsapat-játékoskeret                                                                                  | Holland férfi gyeplabdacsapat-játékoskeret                                                                           |
| --- | --- |
| - Jan Albers - André Bolhuis - Theo Doyer - Geert van Eijk - Imbert Jebbink - Hans Jorritsma - Wouter Kan - Coen Kranenberg | - Hans Kruize - Wouter Leefers - Paul Litjens - Maarten Sikking - Ron Steens - Tim Steens - Bart Taminiau - Rob Toft |

### Eredmények
Csoportkör
A csoport
| Csapat           | M | Gy | D | V | G+ | G– | Gk | P  |
| ---------------- | - | -- | - | - | -- | -- | -- | -- |
| Hollandia (NED)  | 5 | 5  | 0 | 0 | 11 | 3  | +8 | 10 |
| Ausztrália (AUS) | 5 | 3  | 0 | 2 | 14 | 6  | +8 | 6  |
| India (IND)      | 5 | 3  | 0 | 2 | 12 | 9  | +3 | 6  |
| Malajzia (MAS)   | 5 | 2  | 0 | 3 | 3  | 7  | –4 | 4  |
| Kanada (CAN)     | 5 | 1  | 0 | 4 | 4  | 11 | –7 | 2  |
| Argentína (ARG)  | 5 | 1  | 0 | 4 | 4  | 12 | –8 | 2  |

| 1976. július 19. | India (IND) | 1 – 3   | Hollandia (NED)  |  |
| 1976. július 19. | Phillips    | (0 – 1) | Litjens 2 Kruize |  |

| 1976. július 20. | Hollandia (NED) | 2 – 0   | Malajzia (MAS) |  |
| 1976. július 20. | Litjens 2       | (0 – 0) |                |  |

| 1976. július 22. | Ausztrália (AUS) | 1 – 2   | Hollandia (NED) |  |
| 1976. július 22. | Bell             | (0 – 2) | Kruize Litjens  |  |

| 1976. július 23. | Hollandia (NED) | 1 – 0   | Argentína (ARG) |  |
| 1976. július 23. | Litjens         | (1 – 0) |                 |  |

| 1976. július 25. | Hollandia (NED) | 3 – 1   | Kanada (CAN) |  |
| 1976. július 25. | Litjens 3       | (0 – 1) | Motzek       |  |

Elődöntő
| 1976. július 28. | Hollandia (NED) | 1 – 2 (h. u.) | Új-Zéland (NZL) |  |
| 1976. július 28. | Kranenberg      | (1 – 1)       | Borren Ineson   |  |

Bronzmérkőzés
| 1976. július 30. | Hollandia (NED) | 2 – 3   | Pakisztán (PAK)        |  |
| 1976. július 30. | Litjens 2       | (1 – 1) | Rasool Hussain H. Khan |  |

| Csapat          | Helyezés |
| --------------- | -------- |
| Hollandia (NED) | 4.       |

## Kajak-kenu
Férfi
| Versenyző                   | Versenyszám         | Előfutam | Előfutam | Előfutam | Vigaszág | Vigaszág | Vigaszág | Elődöntő | Elődöntő | Elődöntő | Döntő   | Döntő    |
| Versenyző                   | Versenyszám         | Idő      | Hely.    | Össz.    | Idő      | Hely.    | Össz.    | Idő      | Hely.    | Össz.    | Idő     | Helyezés |
| --------------------------- | ------------------- | -------- | -------- | -------- | -------- | -------- | -------- | -------- | -------- | -------- | ------- | -------- |
| Arend Bloem Lodewijk Jacobs | Kajak kettes 500 m  | 1:44,88  | 3.       | 10.      | erőnyerő | erőnyerő | erőnyerő | 1:43,63  | 6.       | 16.      | kiesett | kiesett  |
| Arend Bloem Lodewijk Jacobs | Kajak kettes 1000 m | 3:42,88  | 5.       | 18.      | 3:39,05  | 4.       | 13.      | kiesett  | kiesett  | kiesett  | kiesett | kiesett  |

## Kerékpározás

### Országúti kerékpározás
Férfi
| Versenyző                                                                 | Versenyszám     | Idő              | Helyezés      |
| ------------------------------------------------------------------------- | --------------- | ---------------- | ------------- |
| Arend Hassink                                                             | Mezőnyverseny   | 4:49:01 (+2:09)  | 25.           |
| Frits Schür                                                               | Mezőnyverseny   | nem ért célba    | nem ért célba |
| Adrianus Tak                                                              | Mezőnyverseny   | 5:00:19 (+13:27) | 50.           |
| Leo van Vliet                                                             | Mezőnyverseny   | 4:49:01 (+2:09)  | 40.           |
| Arend Hassink Adrianus van Houwelingen Fons van Katwijk Godefridus Pirard | Csapat időfutam | 2:18:46 (+9:53)  | 17.           |

### Pálya-kerékpározás
Sprintverseny
| Versenyző     | Versenyszám  | 1. forduló                   | 1. forduló | Vigaszág                                          | Vigaszág | Nyolcaddöntő                                       | Nyolcaddöntő | Vigaszág selejtező                                     | Vigaszág selejtező | Vigaszág döntő       | Vigaszág döntő | Negyeddöntő          | 5–8. helyért           | 5–8. helyért | Elődöntő             | Döntő                | Helyezés    |
| Versenyző     | Versenyszám  | Ellenfél Győztes idő         | Hely.      | Ellenfelek Győztes idő                            | Hely.    | Ellenfelek Győztes idő                             | Hely.        | Ellenfelek Győztes idő                                 | Hely.              | Ellenfél Győztes idő | Hely.          | Ellenfél Győztes idő | Ellenfelek Győztes idő | Hely.        | Ellenfél Győztes idő | Ellenfél Győztes idő | Helyezés    |
| ------------- | ------------ | ---------------------------- | ---------- | ------------------------------------------------- | -------- | -------------------------------------------------- | ------------ | ------------------------------------------------------ | ------------------ | -------------------- | -------------- | -------------------- | ---------------------- | ------------ | -------------------- | -------------------- | ----------- |
| Klaas Pieters | Férfi egyéni | Richard Tormen (CHI) · 11,63 | 2.         | Vlado Fumić (YUG) · Patrick Spencer (ANT) · 11,71 | 1.       | Csó Josikazu (JPN) · Serhiy Kravtsov (URS) · 11,28 | 3.           | Dieter Berkmann (FRG) · Gordon Singleton (CAN) · 11,43 | 2.                 | kiesett              | kiesett        | kiesett              | kiesett                | kiesett      | kiesett              | kiesett              | helyezetlen |

Üldözőversenyek
| Versenyző                                                     | Versenyszám  | Selejtező | Selejtező | Nyolcaddöntő                        | Nyolcaddöntő | Nyolcaddöntő | Negyeddöntő                                                                                  | Negyeddöntő | Negyeddöntő | Elődöntő                       | Elődöntő  | Elődöntő | Döntő                        | Döntő     | Helyezés |
| Versenyző                                                     | Versenyszám  | Idő       | Hely.     | Ellenfél Idő                        | Saját idő    | Hely.        | Ellenfél Idő                                                                                 | Saját idő   | Hely.       | Ellenfél Idő                   | Saját idő | Hely.    | Ellenfél Idő                 | Saját idő | Helyezés |
| ------------------------------------------------------------- | ------------ | --------- | --------- | ----------------------------------- | ------------ | ------------ | -------------------------------------------------------------------------------------------- | ----------- | ----------- | ------------------------------ | --------- | -------- | ---------------------------- | --------- | -------- |
| Herman Ponsteen                                               | Férfi egyéni | 4:49,51   | 3.        | Macsisima Jóicsi (JPN) · lekörözték | 4:47,18      | 3.           | Michal Klasa (TCH) · 4:53,28                                                                 | 4:48,97     | 4.          | Thomas Huschke (GDR) · 4:59,42 | 4:52,43   | 2.       | Gregor Braun (FRG) · 4:47,61 | 4:49,72   |          |
| Gerrit Möhlmann Peter Nieuwenhuis Herman Ponsteen Gerrit Slot | Férfi csapat | 4:30,90   | 8.        |                                     |              |              | NDK (GDR) · Norbert Dürpisch · Thomas Huschke · Uwe Unterwalder · Matthias Wiegand · 4:22,69 | 4:30,39     | 5.          | kiesett                        | kiesett   | kiesett  | kiesett                      | kiesett   | 5.       |

## Lovaglás
Díjlovaglás
| Versenyző                                              | Ló                     | Versenyszám | Selejtező | Selejtező | Döntő   | Döntő    |
| Versenyző                                              | Ló                     | Versenyszám | Pont      | Hely.     | Pont    | Helyezés |
| ------------------------------------------------------ | ---------------------- | ----------- | --------- | --------- | ------- | -------- |
| Louky van Olphen-van Amstel                            | Aleric                 | Egyéni      | 1449      | 15.       | kiesett | kiesett  |
| Marjolijn Greeve                                       | Lucky Boy              | Egyéni      | 1398      | 19.       | kiesett | kiesett  |
| Jo Rutten                                              | Banjo                  | Egyéni      | 1533      | 11.       | 1189    | 9.       |
| Louky van Olphen-van Amstel Marjolijn Greeve Jo Rutten | Aleric Lucky Boy Banjo | Csapat      |           |           | 4,380   | 7.       |

Díjugratás
| Versenyző                                   | Ló                                     | Versenyszám | 1. forduló | 1. forduló | 2. forduló | 2. forduló | Összesen | Összesen |
| Versenyző                                   | Ló                                     | Versenyszám | Pont       | Hely.      | Pont       | Hely.      | Pont     | Helyezés |
| ------------------------------------------- | -------------------------------------- | ----------- | ---------- | ---------- | ---------- | ---------- | -------- | -------- |
| Toon Ebben                                  | Jumbo Design                           | Egyéni      | 16,00      | 25.        | kiesett    | kiesett    | 16,00    | 25.*     |
| Rob Eras                                    | Iwan F                                 | Egyéni      | 20,00      | 30.        | kiesett    | kiesett    | 20,00    | 30.**    |
| Henk Nooren                                 | Jagermeester                           | Egyéni      | 8,00       | 10.        | 18,00      | 13.        | 26,00    | 13.      |
| Toon Ebben Rob Eras Johan Heins Henk Nooren | Jumbo Design Iwan F Jagermeester Pluto | Csapat      | 60,00      | 12.        | kiesett    | kiesett    | 60,00    | 12.      |

* - három másik versenyzővel azonos eredményt ért el

** - öt másik versenyzővel azonos eredményt ért el

## Sportlövészet
Nyílt
| Versenyző     | Versenyszám       | Pont | Helyezés |
| ------------- | ----------------- | ---- | -------- |
| Willem Hillen | Sportpuska, fekvő | 581  | 64.      |
| Eric Swinkels | Skeet             | 198  |          |

## Torna
Női
| Versenyző                                                                                        | Versenyszám      | Selejtező | Selejtező | Döntő    | Döntő    |
| Versenyző                                                                                        | Versenyszám      | Pontszám  | Helyezés  | Pontszám | Helyezés |
| ------------------------------------------------------------------------------------------------ | ---------------- | --------- | --------- | -------- | -------- |
| Monique Bolleboom                                                                                | Talaj            | 18,30     | 66.       | kiesett  | kiesett  |
| Monique Bolleboom                                                                                | Ugrás            | 18,30     | 66.       | kiesett  | kiesett  |
| Monique Bolleboom                                                                                | Felemás korlát   | 18,70     | 47.       | kiesett  | kiesett  |
| Monique Bolleboom                                                                                | Gerenda          | 17,80     | 58.       | kiesett  | kiesett  |
| Monique Bolleboom                                                                                | Egyéni összetett | 73,10     | 62.       | 73,350   | 36.      |
| Carla Braan                                                                                      | Talaj            | 18,10     | 76.       | kiesett  | kiesett  |
| Carla Braan                                                                                      | Ugrás            | 17,90     | 81.       | kiesett  | kiesett  |
| Carla Braan                                                                                      | Felemás korlát   | 18,25     | 68.       | kiesett  | kiesett  |
| Carla Braan                                                                                      | Gerenda          | 17,35     | 75.       | kiesett  | kiesett  |
| Carla Braan                                                                                      | Egyéni összetett | 71,60     | 76.       | kiesett  | kiesett  |
| Ans Dekker                                                                                       | Talaj            | 18,00     | 79.       | kiesett  | kiesett  |
| Ans Dekker                                                                                       | Ugrás            | 18,30     | 66.       | kiesett  | kiesett  |
| Ans Dekker                                                                                       | Felemás korlát   | 18,95     | 35.       | kiesett  | kiesett  |
| Ans Dekker                                                                                       | Gerenda          | 17,60     | 68.       | kiesett  | kiesett  |
| Ans Dekker                                                                                       | Egyéni összetett | 72,85     | 63.*      | kiesett  | kiesett  |
| Ans Smulders-van Gerwen                                                                          | Talaj            | 18,60     | 50.       | kiesett  | kiesett  |
| Ans Smulders-van Gerwen                                                                          | Ugrás            | 18,55     | 44.       | kiesett  | kiesett  |
| Ans Smulders-van Gerwen                                                                          | Felemás korlát   | 19,20     | 25.       | kiesett  | kiesett  |
| Ans Smulders-van Gerwen                                                                          | Gerenda          | 18,25     | 38.       | kiesett  | kiesett  |
| Ans Smulders-van Gerwen                                                                          | Egyéni összetett | 74,60     | 36.**     | 75,100   | 22.      |
| Joke Kos                                                                                         | Talaj            | 17,95     | 80.       | kiesett  | kiesett  |
| Joke Kos                                                                                         | Ugrás            | 18,40     | 56.       | kiesett  | kiesett  |
| Joke Kos                                                                                         | Felemás korlát   | 18,60     | 53.       | kiesett  | kiesett  |
| Joke Kos                                                                                         | Gerenda          | 17,90     | 54.       | kiesett  | kiesett  |
| Joke Kos                                                                                         | Egyéni összetett | 72,85     | 63.*      | kiesett  | kiesett  |
| Jeanette van Ravestijn                                                                           | Talaj            | 18,50     | 54.       | kiesett  | kiesett  |
| Jeanette van Ravestijn                                                                           | Ugrás            | 18,55     | 44.       | kiesett  | kiesett  |
| Jeanette van Ravestijn                                                                           | Felemás korlát   | 19,10     | 26.       | kiesett  | kiesett  |
| Jeanette van Ravestijn                                                                           | Gerenda          | 18,05     | 47.       | kiesett  | kiesett  |
| Jeanette van Ravestijn                                                                           | Egyéni összetett | 74,20     | 45.       | 74,700   | 25.      |
| Monique Bolleboom Carla Braan Ans Dekker Ans Smulders-van Gerwen Joke Kos Jeanette van Ravestijn | Csapat összetett |           |           | 368,00   | 11.      |

* - egy másik versenyzővel azonos eredményt ért el

** - három másik versenyzővel azonos eredményt ért el

## Úszás
Férfi
| Versenyző                                                       | Versenyszám          | Előfutam | Előfutam | Előfutam | Elődöntő | Elődöntő | Elődöntő | Döntő   | Döntő    |
| Versenyző                                                       | Versenyszám          | Idő      | Hely.    | Össz.    | Idő      | Hely.    | Össz.    | Idő     | Helyezés |
| --------------------------------------------------------------- | -------------------- | -------- | -------- | -------- | -------- | -------- | -------- | ------- | -------- |
| Andre in het Veld                                               | 200 m gyors          | 1:57,60  | 4.       | 32.      |          |          |          | kiesett | kiesett  |
| René van der Kuil                                               | 200 m gyors          | 1:55,59  | 2.       | 23.      |          |          |          | kiesett | kiesett  |
| René van der Kuil                                               | 400 m gyors          | 4:03,14  | 4.       | 21.      |          |          |          | kiesett | kiesett  |
| Henk Elzerman                                                   | 400 m gyors          | 4:02,16  | 3.       | 16.      |          |          |          | kiesett | kiesett  |
| Henk Elzerman                                                   | 1500 m gyors         | 15:51,08 | 3.       | 15.      |          |          |          | kiesett | kiesett  |
| Karim Ressang                                                   | 200 m hát            | 2:11,25  | 6.       | 26.*     |          |          |          | kiesett | kiesett  |
| Cees Vervoorn                                                   | 100 m pillangó       | 57,84    | 4.       | 26.      | kiesett  | kiesett  | kiesett  | kiesett | kiesett  |
| Ronald Woutering                                                | 200 m pillangó       | 2:07,31  | 6.       | 25.      |          |          |          | kiesett | kiesett  |
| Ronald Woutering                                                | 400 m vegyes         | 4:46,76  | 5.       | 26.      |          |          |          | kiesett | kiesett  |
| Karim Ressang René van der Kuil Andre in het Veld Henk Elzerman | 4 × 200 m gyorsváltó | 7:42,54  | 3.       | 8.       |          |          |          | 7:42,56 | 6.       |

Női
| Versenyző                                                         | Versenyszám            | Előfutam | Előfutam | Előfutam | Elődöntő | Elődöntő | Elődöntő | Döntő        | Döntő        |
| Versenyző                                                         | Versenyszám            | Idő      | Hely.    | Össz.    | Idő      | Hely.    | Össz.    | Idő          | Helyezés     |
| ----------------------------------------------------------------- | ---------------------- | -------- | -------- | -------- | -------- | -------- | -------- | ------------ | ------------ |
| Berber Kamstra                                                    | 100 m gyors            | 1:00,68  | 4.       | 30.      | kiesett  | kiesett  | kiesett  | kiesett      | kiesett      |
| Ineke Ran                                                         | 100 m gyors            | 58,08    | 3.       | 12.      | 58,50    | 7.       | 14.      | kiesett      | kiesett      |
| Ineke Ran                                                         | 100 m pillangó         | 1:05,63  | 5.       | 24.      | kiesett  | kiesett  | kiesett  | kiesett      | kiesett      |
| Ineke Ran                                                         | 200 m gyors            | 2:05,01  | 3.       | 12.      |          |          |          | kiesett      | kiesett      |
| Annelies Maas                                                     | 200 m gyors            | 2:03,01  | 2.       | 4.       |          |          |          | 2:02,56      | 4.           |
| Annelies Maas                                                     | 800 m gyors            | 8:57,38  | 4.       | 13.      |          |          |          | kiesett      | kiesett      |
| Annelies Maas                                                     | 400 m gyors            | 4:17,16  | 1.       | 4.       |          |          |          | 4:17,44      | 7.           |
| Linda Faber                                                       | 400 m gyors            | 4:36,98  | 5.       | 25.      |          |          |          | kiesett      | kiesett      |
| Enith Brigitha                                                    | 100 m gyors            | 56,61    | 1.       | 2.       | 57,08    | 2.       | 5.       | 56,65        |              |
| Enith Brigitha                                                    | 200 m gyors            | 2:01,54  | 1.       | 1.       |          |          |          | 2:01,40      |              |
| Enith Brigitha                                                    | 100 m hát              | 1:04,98  | 2.       | 7.       | 1:05,21  | 4.       | 7.       | visszalépett | visszalépett |
| Diane Edelijn                                                     | 100 m hát              | 1:05,56  | 3.       | 10.*     | 1:05,58  | 6.       | 9.**     | 1:05,53      | 8.           |
| Diane Edelijn                                                     | 200 m hát              | 2:22,77  | 4.       | 15.      |          |          |          | kiesett      | kiesett      |
| Maritzka van der Linden                                           | 100 m mell             | 1:16,76  | 5.       | 19.*     | kiesett  | kiesett  | kiesett  | kiesett      | kiesett      |
| Wijda Mazereeuw                                                   | 100 m mell             | 1:14,81  | 2.       | 8.*      | 1:14,86  | 6.       | 12.      | kiesett      | kiesett      |
| Wijda Mazereeuw                                                   | 200 m mell             | 2:39,59  | 3.       | 10.      |          |          |          | kiesett      | kiesett      |
| José Damen                                                        | 100 m pillangó         | 1:06,09  | 5.       | 25.      | kiesett  | kiesett  | kiesett  | kiesett      | kiesett      |
| José Damen                                                        | 200 m pillangó         | 2:21,73  | 5.       | 20.      |          |          |          | kiesett      | kiesett      |
| Ineke Ran Linda Faber Annelies Maas Enith Brigitha                | 4 × 100 m gyorsváltó   | 3:53,40  | 2.       | 4.       |          |          |          | 3:51,67      | 4.           |
| Diane Edelijn Wijda Mazereeuw José Damen Enith Brigitha Ineke Ran | 4 × 100 m vegyes váltó | 4:22,49  | 2.       | 5.       |          |          |          | 4:19,93      | 5.           |

* - egy másik versenyzővel azonos időt ért el

** - a honfitársa Enith Brigitha visszalépése miatt indulhatott a döntőben

## Vitorlázás
Nyílt
| Versenyző                                    | Versenyszám     | Futam  | Futam | Futam | Futam  | Futam  | Futam | Futam | Pontszám | Helyezés |
| Versenyző                                    | Versenyszám     | 1      | 2     | 3     | 4      | 5      | 6     | 7     | Pontszám | Helyezés |
| -------------------------------------------- | --------------- | ------ | ----- | ----- | ------ | ------ | ----- | ----- | -------- | -------- |
| Joop van Werkhoven Robert van Werkhoven      | 470-es osztály  | 11,7   | 19,0  | 17,0  | 13,0   | (32,0) | 16,0  | 25,0  | 101,7    | 13.      |
| Ab Ekels Ben Staartjes                       | Tempest         | (17,0) | 13,0  | 10,0  | 13,0   | 14,0   | 11,7  | 17,0  | 78,7     | 8.       |
| Erik Vollebregt Sjoerd Vollebregt            | Repülő hollandi | (28,0) | 20,0  | 5,7   | 28,0   | 13,0   | 16,0  | 15,0  | 97,7     | 14.      |
| Geert Bakker Harald de Vlaming Pieter Keyzer | Soling          | 20,0   | 10,0  | 3,0   | (30,0) | 0,0    | 10,0  | 15,0  | 58,0     | 5.       |

## Vízilabda
| Holland férfi vízilabdacsapat-játékoskeret                                                       | Holland férfi vízilabdacsapat-játékoskeret                                     |
| ------------------------------------------------------------------------------------------------ | ------------------------------------------------------------------------------ |
| - Alex Boegschoten - Ton Buunk - Piet de Zwarte - Andy Hoepelman - Evert Kroon - Nico Landeweerd | - Hans Smits - Gijze Stroboer - Rik Toonen - Hans van Zeeland - Jan Evert Veer |

### Eredmények
Csoportkör
B csoport
| Csapat            | M | Gy | D | V | G+ | G– | Gk  | P |
| ----------------- | - | -- | - | - | -- | -- | --- | - |
| Hollandia (NED)   | 3 | 3  | 0 | 0 | 14 | 10 | +4  | 6 |
| Románia (ROU)     | 3 | 1  | 1 | 1 | 18 | 14 | +4  | 3 |
| Szovjetunió (URS) | 3 | 1  | 1 | 1 | 14 | 12 | +2  | 3 |
| Mexikó (MEX)      | 3 | 0  | 0 | 3 | 10 | 20 | –10 | 0 |

| 1976. július 18. | Hollandia (NED)      | 5 – 3 | Mexikó (MEX) |  |
| 1976. július 18. | (1–1, 1–1, 2–0, 1–1) |       |              |  |
| 1976. július 18. | Landeweerd 2         |       | Fernández 2  |  |

| 1976. július 19. | Hollandia (NED)      | 3 – 2 | Szovjetunió (URS)  |  |
| 1976. július 19. | (1–0, 1–0, 1–1, 0–1) |       |                    |  |
| 1976. július 19. | három játékos 1      |       | Dreval, Iselidze 1 |  |

| 1976. július 20. | Hollandia (NED)        | 6 – 5 | Románia (ROU) |  |
| 1976. július 20. | (1–2, 1–2, 2–0, 2–1)   |       |               |  |
| 1976. július 20. | Landeweerd, Stroboer 2 |       | Cornel Rusu 2 |  |

Döntő csoportkör
| 1976. július 22. | Hollandia (NED)      | 3 – 2 | NSZK (FRG)      |  |
| 1976. július 22. | (0–0, 2–1, 1–0, 0–1) |       |                 |  |
| 1976. július 22. | Veer 2               |       | Wolf, Stiefel 1 |  |

| 1976. július 23. | Hollandia (NED)      | 4 – 4 | Románia (ROU) |  |
| 1976. július 23. | (1–1, 2–1, 1–1, 0–1) |       |               |  |
| 1976. július 23. | van Zeeland 2        |       | I. Slăvei 2   |  |

| 1976. július 24. | Hollandia (NED)      | 3 – 5 | Magyarország (HUN) |  |
| 1976. július 24. | (0–2, 0–1, 1–2, 2–0) |       |                    |  |
| 1976. július 24. | három játékos 1      |       | Faragó 4           |  |

| 1976. július 26. | Hollandia (NED)           | 5 – 3 | Jugoszlávia (YUG) |  |
| 1976. július 26. | (1–1, 1–1, 2–0, 1–1)      |       |                   |  |
| 1976. július 26. | Landeweerd, van Zeeland 2 |       | Savinović 2       |  |

| 1976. július 27. | Hollandia (NED)      | 3 – 3 | Olaszország (ITA) |  |
| 1976. július 27. | (1–1, 0–1, 0–0, 2–1) |       |                   |  |
| 1976. július 27. | három játékos 1      |       | G. De Magistris 2 |  |

| Csapat             | M | Gy | D | V | G+ | G– | Gk | P |
| ------------------ | - | -- | - | - | -- | -- | -- | - |
| Magyarország (HUN) | 5 | 4  | 1 | 0 | 30 | 24 | +6 | 9 |
| Olaszország (ITA)  | 5 | 2  | 2 | 1 | 21 | 20 | +1 | 6 |
| Hollandia (NED)    | 5 | 2  | 2 | 1 | 18 | 17 | +1 | 6 |
| Románia (ROU)      | 5 | 1  | 3 | 1 | 26 | 25 | +1 | 5 |
| Jugoszlávia (YUG)  | 5 | 0  | 3 | 2 | 21 | 24 | –3 | 3 |
| NSZK (FRG)         | 5 | 0  | 1 | 4 | 15 | 21 | –6 | 1 |

| Csapat          | Helyezés |
| --------------- | -------- |
| Hollandia (NED) |          |